# Debelah
A Debelah Debelah Morgan (akkori művésznevén Debelah) amerikai énekesnő első albuma. Csak az Amerikai Egyesült Államokban és Japánban jelentette meg az Atlantic Records, 1994. június 14-én. Nem volt megfelelő promóciója, és sikert sem aratott; ma az énekesnő legritkább albuma. Megjelenése után nem sokkal Debelahtól megvált a kiadó.
Az albumról két kislemez jelent meg, a Take It Easy és a Free, de egyik sem került fel a slágerlistára egy országban sem.

## Számlista
| #   | Cím                       | Hossz |
| --- | ------------------------- | ----- |
| 1.  | Free                      | 5:21  |
| 2.  | Don’t Ask Me Why          | 4:20  |
| 3.  | Mind Trippin’             | 4:36  |
| 4.  | Swingin’ Solo             | 4:23  |
| 5.  | Win You Over              | 4:56  |
| 6.  | We Had a Good Thing Goin’ | 4:14  |
| 7.  | Floating                  | 4:08  |
| 8.  | Take It Easy              | 4:55  |
| 9.  | Passion                   | 4:46  |
| 10. | You Are the Joy           | 3:43  |
| 11. | Fire and Desire           | 5:39  |